# 앤마리 맥도널드
앤마리 맥도널드(Ann-Marie MacDonald, 1958년 10월 29일 ~ )는 캐나다의 배우, 작가, 극작가이다.

## 영화
- 내 다음 여자친구와의 인터뷰 (2003년)
- 허 데스퍼레이트 초이스 (1996년)
- 페인트 캔스 (1994년)
- 레디 오어 낫 (1993년)
- 개그 스페샬 (1983년) - 메릴리 역